# Eduardo Acevedo Díaz
Eduardo Acevedo Díaz (Montevideo, 20 d'abril de 1851 – Buenos Aires, 18 de juny de 1921) fou un escriptor, periodista, polític i diplomàtic uruguaià pertanyent al Partit Nacional.

## Biografia
Destacat per haver estat un dels precursors del naturalisme al seu país; va ser un activista polític. Autor d'una trilogia de tractats històrics, on recollia el període de la lluita per la independència de l'Uruguai.

## Obres
- Nativa, 1880;
- Ismael, 1888;
- Grito de gloria, 1893)

Publicats el 1894 al costat de Brenda i Soledad.
- Lanza y sable (Llança i sabre, 1914)
- Minés (1915)
- Crónicas, discursos y conferencias 1935, una col·lecció d'assajos històrics i polítics.